# Список земноводных и пресмыкающихся, занесённых в Красную книгу Республики Башкортостан
Земноводные и пресмыкающиеся, занесённые в Красную книгу Республики Башкортостан, — список из видов земноводных и пресмыкающихся, включённых в Красную книгу Республики Башкортостан издания 2014 года.

## История
В 1984 году вышла первая «Красная книга Башкирской АССР», куда включались 171 вид растений и 157 видов животных, в том числе 4 вида земноводных и 6 видов пресмыкающихся. В переиздании «Красной книги Башкирской АССР» (1987) количество последних не изменилось. В 3-й том «Красной книги Республики Башкортостан» (2004) были включены 3 вида земноводных и 6 видов пресмыкающихся. Во 2-м томе «Красной книги Республики Башкортостан» (2014) количество видов земноводных и пресмыкающихся не изменилось.

## Список видов
В списке указаны все пресмыкающиеся и земноводные, включённые в Красную книгу Республики Башкортостан издания 2014 года. Колонки таблицы КкРБ и МСОП означают, соответственно, статус указанного вида в Красной книге Республики Башкортостан и в Красном списке МСОП. В случае, если в той или иной Красной книге какой-либо из описываемых видов отсутствует, то есть не отнесён ни к одной из указанных категорий, то соответствующая ячейка списка оставлена незаполненной. Все виды поделены на 6 категорий в Красной книге Республики Башкортостан и на 9 в списке МСОП. Категории имеют следующие обозначения:
| Красная книга Республики Башкортостан: 0 — вероятно исчезнувшие I — находящиеся под угрозой исчезновения II — сокращающиеся в численности III — редкие IV — неопределённые по статусу V — восстанавливаемые и восстанавливающиеся | Красный список МСОП: — исчезнувшие — исчезнувшие в дикой природе — виды на грани исчезновения (в критическом состоянии) — виды под угрозой исчезновения — уязвимые виды — виды, близкие к уязвимому положению — виды под наименьшей угрозой — виды, для оценки угрозы которым не хватает данных — виды не представленные в Международной Красной книге |

Всего в список пресмыкающихся и земноводных Красной книги Республики Башкортостан включено 11 видов, из них 9 видов помещены на основные страницы, а 2 вида указаны в приложении. При этом на основных страницах указаны 5 представителей отряда чешуйчатых и 1 представитель отряда черепах класса пресмыкающихся; а также 2 представителя отряда бесхвостых и 1 представитель отряда хвостатых класса земноводных. К категории исчезающих видов (I) не относится ни один вид.
В нижеприведённых списках порядок расположения таксонов соответствует таковому в Красной книге Республики Башкортостан.
Ни один вид из списка не включён в Красную книгу Российской Федерации. В конце последней колонки приведена ссылка на персональную страницу таксона на сайте Международного союза охраны природы (МСОП).
| Иллюстрация                                             | Русское и латинское название, автор таксона               | Ареал на территории Башкортостана, численность и лимитирующие факторы | КкРБ | МСОП                                             |
| ------------------------------------------------------- | --------------------------------------------------------- | --- | ---- | ------------------------------------------------ |
| Класс Земноводные (Amphibia)                            |                                                           | |      |                                                  |
| Отряд Хвостатые (Caudata)                               |                                                           | |      |                                                  |
| Семейство Саламандровые (Salamandridae)                 |                                                           | |      |                                                  |
|                                                         | Гребенчатый тритон Triturus cristatus (Laurenti, 1768)    | В Башкортостане изучен недостаточно. Встречен в Баймакском, Белорецком, Бирском, Благовещенском, Бурзянском, Дюртюлинском, Иглинском, Уфимском районах. Данные по современной численности отсутствуют. Лимитирующие факторы: загрязнение водных биотопов, изменение среды обитания, хищничество интродуцированных рыб, отлов любителями. | III  | Вид вне опасности                                |
| Отряд Бесхвостые (Anura)                                |                                                           | |      |                                                  |
| Семейство Настоящие лягушки (Ranidae)                   |                                                           | |      |                                                  |
|                                                         | Травяная лягушка Rana temporaria (Linnaeus, 1758)         | Вид встречен в Башкирском и Южно-Уральском заповедниках, заповеднике «Шульган-Таш», в национальном парке «Башкирия»; в Архангельском, Баймакском, Белорецком, Бирском, Дюртюлинском, Зилаирском, Иглинском, Краснокамском, Уфимском, Учалинском, Чекмагушевском, Чишминском районах, в окрестностях городов Уфа, Бирск, Белорецк, Стерлитамак, Нефтекамск. Данные по современной численности отсутствуют. Редкость обусловлена расположением популяций на восточной границе (Уральские горы) ареала вида, большим количеством естественных врагов, изменением и загрязнением местообитаний, гибелью на дорогах, отловом и уничтожением людьми. | II   | Вид вне опасности                                |
|                                                         | Прудовая лягушка Pelophylax lessonae (Camerano, 1882)     | По территории Башкортостана проходит восточная граница распространения вида. Данные по современной численности отсутствуют. Лимитирующие факторы: осушение и разрушение водоёмов, урбанизация, сооружение бетонированных вертикальных набережных на водоёмах. | IV   | Вид вне опасности                                |
| Класс Пресмыкающиеся (Reptilia)                         |                                                           | |      |                                                  |
| Отряд Черепахи (Testudines)                             |                                                           | |      |                                                  |
| Семейство Американские пресноводные черепахи (Emydidae) |                                                           | |      |                                                  |
|                                                         | Болотная черепаха Emys orbicularis (Linnaeus, 1758)       | В Башкортостане населяет южные районы: Альшеевский, Куюргазинский, Кугарчинский, Мелеузовский, Зианчуринский, Зилаирский, Хайбуллинский, Баймакский, Стерлитамакский. Данные по современной численности отсутствуют. Лимитирующие факторы: сокращение числа пригодных для обитания биотопов в результате антропогенной деятельности, отлов человеком, естественные враги. | II   | Вид, близкий к уязвимому положению               |
| Отряд Чешуйчатые (Squamata)                             |                                                           | |      |                                                  |
| Подотряд Веретеницеобразные (Anguimorpha)               |                                                           | |      |                                                  |
| Семейство Веретеницевые (Anguidae)                      |                                                           | |      |                                                  |
|                                                         | Ломкая веретеница Anguis fragilis (Linnaeus, 1758)        | В Республике Башкортостан вид встречен в районах: Архангельском, Аскинском, Баймакском, Белорецком, Бирском, Бураевском, Бурзянском, Зианчуринском, Иглинском, Дуванском, Кармаскалинском, Краснокамском, Мелеузовском, Ишимбайском, Нуримановском, Салаватском, Уфимском, Учалинском, Хайбуллинском и Чишминском; в окрестностях городов Нефтекамск, Уфа, Сибай. Данные по современной численности отсутствуют. Лимитирующие факторы: неоправданное преследование человеком, трансформация местообитаний в результате хозяйственной деятельности (выкашивание лесных полян, выжигание опушек и т. п.), гибель под колесами на дорогах.        | III  | Вид не представлен в Международной Красной книге |
| Подотряд Змеи (Serpentes)                               |                                                           | |      |                                                  |
| Семейство Ужеобразные (Colubridae)                      |                                                           | |      |                                                  |
|                                                         | Обыкновенная медянка Coronella austriaca (Laurenti, 1768) | В Башкортостане встречается в горно-лесных и лесостепных районах: Альшеевском, Белорецком, Бирском, Бурзянском, Зианчуринском, Ишимбайском, Уфимском, Салаватском, Стерлитамакском. Данные по современной численности отсутствуют. Лимитирующие факторы: неоправданное преследование и уничтожение человеком, химизация сельского хозяйства, гибель на дорогах, выпас скота в лесу, хищничество птиц и млекопитающих. | III  | Вид не представлен в Международной Красной книге |
|                                                         | Узорчатый полоз Elaphe dione (Pallas, 1773)               | В Башкортостане встречен в южных районах: Мелеузовском, Баймакском, Хайбуллинском. Данные по современной численности отсутствуют. Лимитирующие факторы: обитание на периферии ареала (по территории республики проходит северная граница ареала), неоправданное преследование и уничтожение человеком, распашка целинных земель, гибель на дорогах. | IV   | Вид не представлен в Международной Красной книге |
|                                                         | Водяной уж Natrix tessellata (Laurenti, 1768)             | Распространение в Башкортостане не изучено. Предположительно встречается в южных районах республики — Зианчуринском и Хайбуллинском (по рекам бассейна реки Урал). Данные по современной численности отсутствуют. Лимитирующие факторы: обитание на периферии ареала (по территории республики проходит северная граница ареала), неоправданное преследование и уничтожение человеком, сокращение числа пригодных для обитания биотопов в результате антропогенной деятельности. | IV   | Вид вне опасности                                |
| Семейство Гадюковые (Viperidae)                         |                                                           | |      |                                                  |
|                                                         | Восточная степная гадюка Vipera renardi (Christoph, 1861) | В Республике Башкортостан населяет южные и юго-восточные районы: Зианчуринский, Зилаирский, Хайбуллинский, Баймакский, Бирский, Кармаскалинский, Кугарчинский, Кушнаренковский. Данные по современной численности отсутствуют. Лимитирующие факторы: прямое преследование и уничтожение человеком, выпас скота, распашка земель, гибель на дорогах. | III  | Уязвимый вид                                     |

## Аннотированный перечень таксонов и популяций объектов животного мира, нуждающихся в особом внимании к их состоянию в природной среде
В данном списке приводится сведения о видах с небольшой численностью, или слабо изученных в Башкортостане, или тех, кто в настоящее время не требует принятия срочных мер по охране и воспроизводству. Эти виды являются кандидатами в Красную книгу в будущем.
| Иллюстрация | Русское и латинское название, автор таксона       | Ареал на территории Башкортостана                                                                                                   | МСОП                                             |
| ----------- | ------------------------------------------------- | --- | ------------------------------------------------ |
|             | Обыкновенная жаба Bufo bufo (Linnaeus, 1758)      | Вид семейства жаб отряда бесхвостых. Обычна в лесных, но редка в лесостепных районах Башкортостана.                                 | Вид вне опасности                                |
|             | Обыкновенная гадюка Vipera berus (Linnaeus, 1758) | Вид семейства гадюковых подотряда змей отряда чешуйчатых. За пределами горно-лесной зоны Республики Башкортостан встречается редко. | Вид не представлен в Международной Красной книге |